# Aeropuerto Internacional de Kos-Hipócrates
El Aeropuerto Internacional de Kos-Hipócrates (IATA: KGS, OACI: LGKO) (en griego: Κρατικός Αερολιμένας Κω «Ιπποκράτης») es un aeropuerto que presta servicio a la isla de Cos, Grecia.

## Aerolíneas y destinos
- Aegean Airlines (Atenas, Tesalónica)
- Aeroland (Atenas) (Vuelos de carga)
- Austrian Airlines (Graz, Innsbruck, Viena) [estacional]
- British Airways (Londres-Heathrow) [estacional] / (Londres-Gatwick)
- Condor Airlines (Fráncfort del Meno) [estacional]
- Edelweiss Air (Zúrich, Ginebra) [estacional]
- El Al (Tel Aviv) [estacional]
- Finnair (Helsinki) [estacional]
- Israir (Tel Aviv) [estacional]
- Neos (Milán-Malpensa, Milán-Linate, Verona, Bolonia, Roma-Fiumicino) [estacional]
- Norwegian Air Shuttle (Estocolmo-Arlanda) [estacional]
- Smart Wings (Praga) [estacional]
- Thomas Cook Airlines Scandinavia (Billund, Copenhague, Oslo) [estacionales]
- TUI Airways (Birmingham, Brístol, Cardiff, Londres-Gatwick, Mánchester) [estacionales]
- TUI fly Belgium (Bruselas) [estacional]
- TUIfly (Colonia/Bonn, Dusseldorf, Fráncfort del Meno, Hamburgo, Hanóver, Múnich, Muenster/Osnabrück, Núremberg, Stuttgart) [estacionales]
- Transavia (Ámsterdam, París-Orly) [estacionales]

## Estadísticas
Ver fuente y consulta Wikidata.